# 딸기 소스

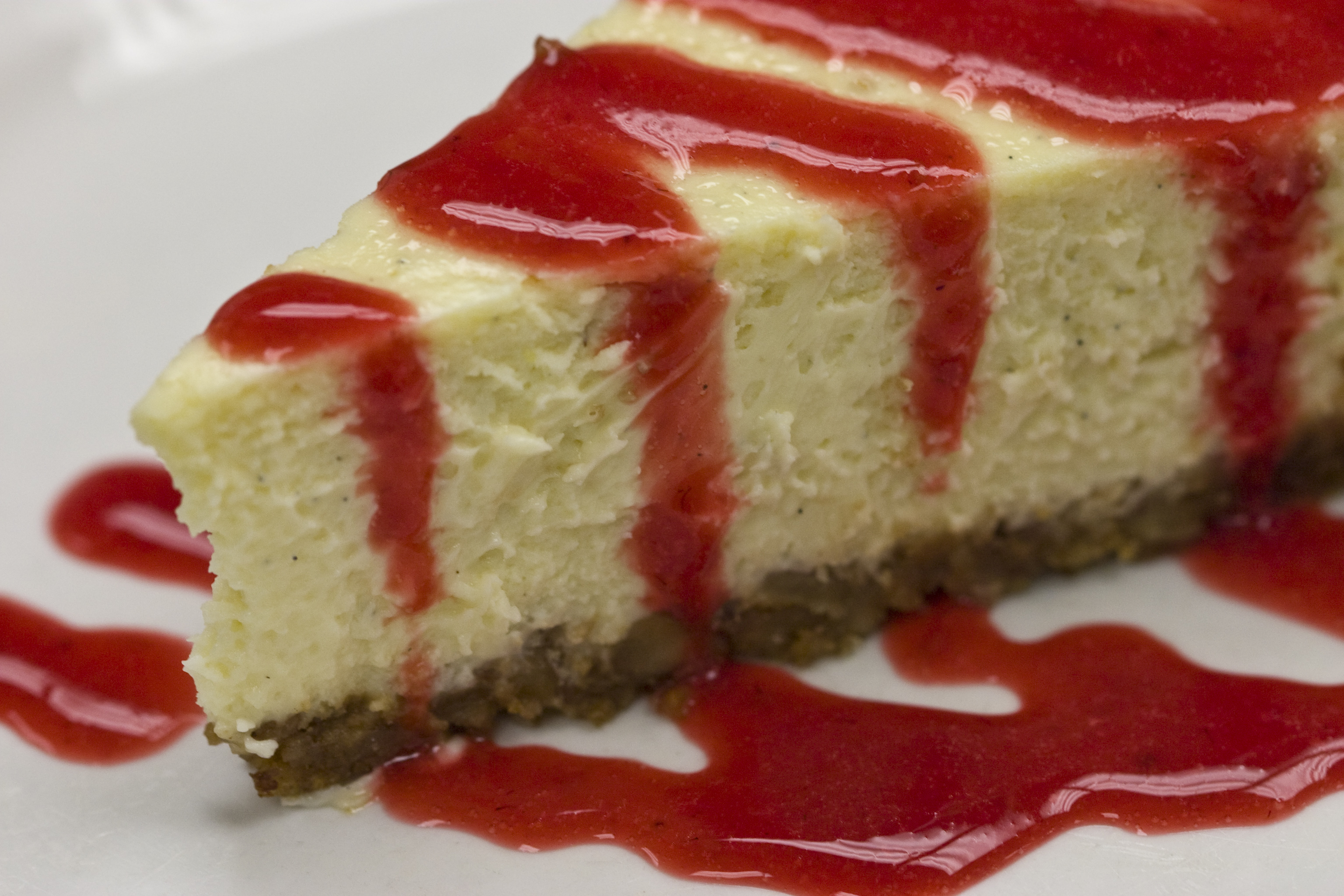
딸기 소스를 곁들인 치즈케이크

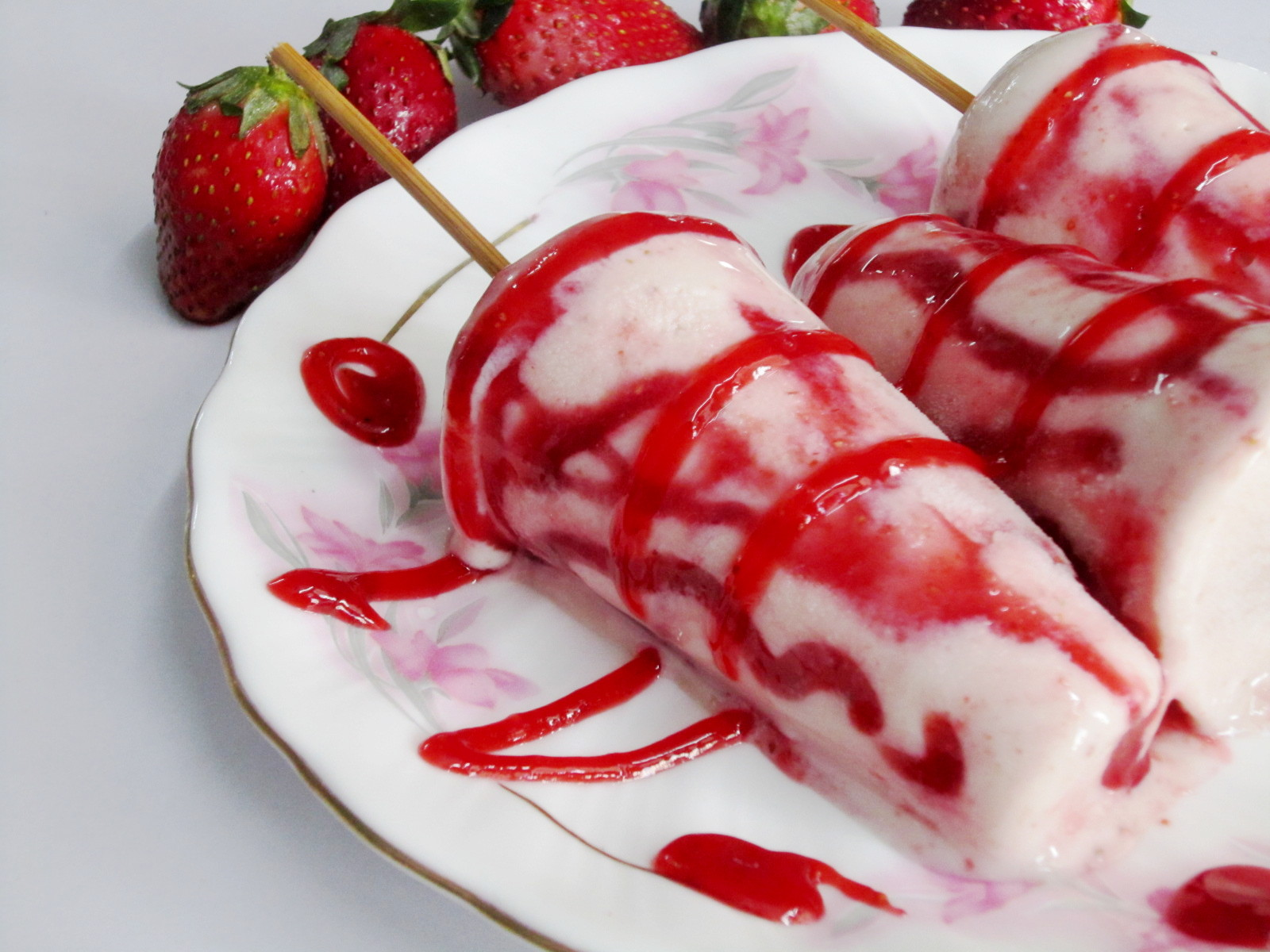
딸기 소스를 곁들인 쿨피

딸기 소스(Strawberry sauce)는 딸기를 주재료로 사용하여 만든 요리 소스이자 쿨리이다. 일반적으로 디저트 소스로 사용되지만, 짭짤한 요리에도 사용할 수 있다. 간단한 소스는 딸기를 갈아서, 또는 갈아서, 또는 으깬 후 설탕에 옥수수 전분을 증점제로 넣어 만들 수 있다. 이 간단한 혼합물은 재료의 풍미를 더하고, 옥수수 전분을 사용하면 걸쭉해지도록 조리할 수 있다. 레몬즙도 재료로 사용되며, 신선한 딸기나 냉동 딸기를 사용하여 만들 수 있다.
딸기 시럽(Strawberry syrup)은 딸기 소스의 한 종류이다. 플라스틱 용기와 병에 포장되어 소비자, 기업, 식품 제조업체에 제공되는 대량생산 식품이다. 이 시럽은 딸기 음료 제조에 사용된다.
딸기는 치즈케이크, 아이스크림, 선디, 케이크 등의 음식에 디저트 소스로서 사용된다.